# Mercedes-Benz-Werk Gaggenau

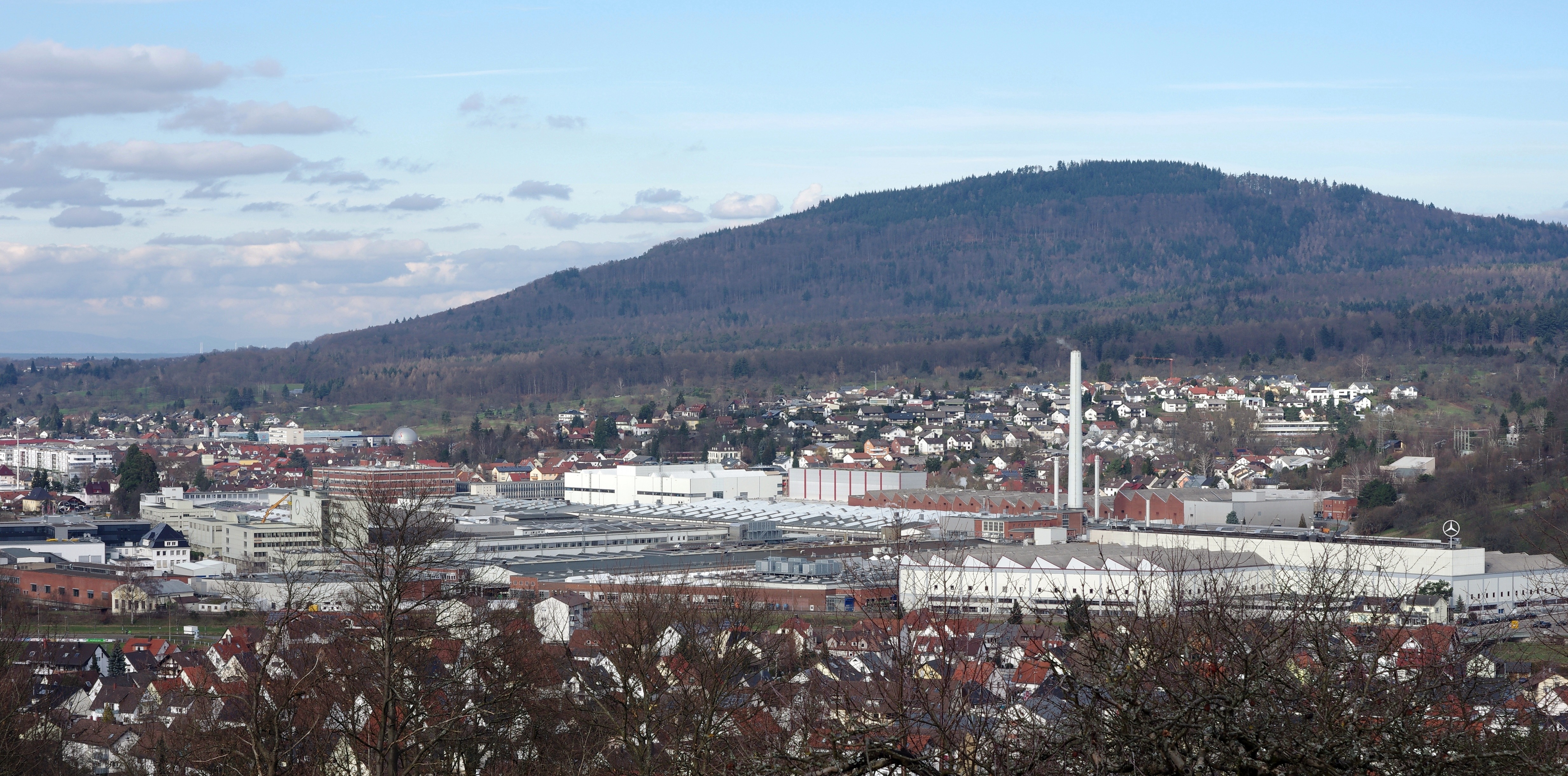
Mercedes-Benz-Werk Gaggenau

Das Mercedes-Benz-Werk Gaggenau ist ein Gemeinschaftsbetrieb der Mercedes-Benz Group und der Daimler Truck AG in Gaggenau. Es umfasst eine Fläche von 639.041 m2, beschäftigt 6360 Mitarbeiter (Stand 31. Dezember 2019) und ist der größte Industriebetrieb im Schwarzwald.
In Gaggenau werden Getriebe und Außenplanetenachsen (AP) für Lkw produziert. Zu den Erzeugnissen zählen manuelle und automatisierte Schaltgetriebe, Nutzfahrzeugachsen (AP- und Portalachsen) und Drehmomentwandler für Pkw-Automatikgetriebe. Weiterhin werden Produkte im Bereich der Zerspanungstechnologie, Umformtechnik (Pressteile für Mercedes-Benz A- und B-Klasse) und Dienstleistungen im Bereich der internationalen Logistik angeboten. Im Werkteil Rastatt, der im allgemeinen Sprachgebrauch Getriebewerk Rastatt genannt wird, werden Getriebe für Lkw und die A- und B-Klasse gefertigt. Zum Werk Gaggenau gehört das Presswerk Kuppenheim, das Außenhaut- und Strukturteile für Lkw und Pkw fertigt.

## Geschichte
Das Gaggenauer Werk wurde im Jahr 1894 als Bergmann Industriewerke gegründet. Damals wurden Dampfmaschinen und Automaten gefertigt. Ab 1895 wurde im Murgtal mit dem „Orient Express“ das erste Serienautomobil produziert. Es ist somit das älteste durchgehend genutzte Automobilwerk der Welt. Drei Jahre später stellte Bergmann dort die ersten Lkw und Omnibusse her. Mit der Produktion einer „Vorrichtung zur Änderung der Geschwindigkeit von Motorfahrzeugen“ begann im Jahre 1895 auch der Getriebebau in Gaggenau. 1905 übernahm Georg Wiß das Automobilgeschäft von Bergmann, das als Süddeutsche Automobil-Fabrik Gaggenau selbstständig wurde. Ab 1907 kam es zu einer Annäherung zwischen der Süddeutschen Automobil-Fabrik und der Benz & Cie. Rheinische Gasmotorenfabrik in Mannheim, die dazu führte, dass Benz Anteile an der Gaggenauer Fabrik erwarb. Im Zuge dieser Beteiligung kam es zu einem Interessenvertrag zwischen beiden Unternehmen, der festlegte, dass in Gaggenau keine Personenwagen mehr gefertigt werden. Im Gegenzug wurde der Lkw- und Omnibus-Bau beim Werk Gaggenau konzentriert. 
1912 kam es schließlich zur vollständigen Übernahme des Werkes in Gaggenau durch Benz. Das Werk Gaggenau wurde 1926 durch die Fusion von Daimler und Benz Teil der Daimler-Benz AG.
Im Zweiten Weltkrieg wurde das Werk 1944 durch Bombenangriffe beinahe vollständig zerstört.
Nachdem Daimler-Benz 1950 den Unimog übernommen hatte, erfolgte dessen Montage ab Juni 1951 im Werk Gaggenau. Für diesen wurden in Gaggenau auch die Getriebe gefertigt.
1954 begann in Gaggenau die Produktion des Mercedes-Benz L 325.
Ab 1955 wurden im Werk auch Getriebe für mittelschwere und schwere Nutzfahrzeuge gefertigt.
In der Mitte der 1960er Jahre verlagerte der Konzern die Produktion von mittleren und schweren Lkw in das Mercedes-Benz-Werk Wörth. Der letzte von 115.792 Daimler-Benz-Lkw, die seit der Fusion von Daimler und Benz in Gaggenau hergestellt wurden, lief am 20. Dezember 1967 vom Band.
1971 wurde der Werkteil Rastatt errichtet, in dem Getriebe für Pkw und Lkw gefertigt werden.
Vom 1. Juli 1973
bis zum 17. Dezember 1991
wurde im Werk Gaggenau neben dem Unimog auch der MB-trac hergestellt.
Seit 2001 ist der Standort Gaggenau das Kompetenzzentrum für handgeschaltete und automatisierte Getriebe innerhalb des weltweiten Produktionsverbundes der Daimler AG.
2002 erfolgte die Verlagerung der Unimog-Montage in das Werk Wörth.
Im März 2013 wurde das 10-millionste Getriebe in Gaggenau gefertigt.